# Apanteles jujubae
Apanteles jujubae är en stekelart som beskrevs av Wilkinson 1929. Apanteles jujubae ingår i släktet Apanteles och familjen bracksteklar. Inga underarter finns listade i Catalogue of Life.